# 5812 Jayewinkler
5812 Jayewinkler eller 1988 PJ1 är en asteroid i huvudbältet som upptäcktes den 11 augusti 1988 av den amerikanske astronomen Andrew J. Noymer vid Siding Spring-observatoriet. Den är uppkallad efter Jaye Scott Winkler, vän till upptäckaren.
Den tillhör asteroidgruppen Maria.